# کاژیمیش کوتز
کاژیمیش کوتز (لهستانی: Kazimierz Julian Kutz؛ ‏ [kaˈʑimjɛʂ]؛ زادهٔ ۱۶ فوریه ۱۹۲۹–۱۸ دسامبر ۲۰۱۸) کارگردان فیلم، سیاستمدار اهل لهستان است.
از فیلم‌ها یا مجموعه‌های تلویزیونی که وی در آن‌ها نقش داشته‌است، می‌توان به مروارید دیهیم، مرگ همچون یک تکه نان، جهش، سرهنگ کفیاتکوفسکی، بازگشته و نمک زمین سیاه اشاره نمود.